# Karl Bienenstein

Karl Bienenstein, handschriftlich: Herrn Schriftsteller Rudolf Greinz mit herzlichen Grüßen gewidmet vom Verfasser Karl Bienenstein, Marburg, November 1906.

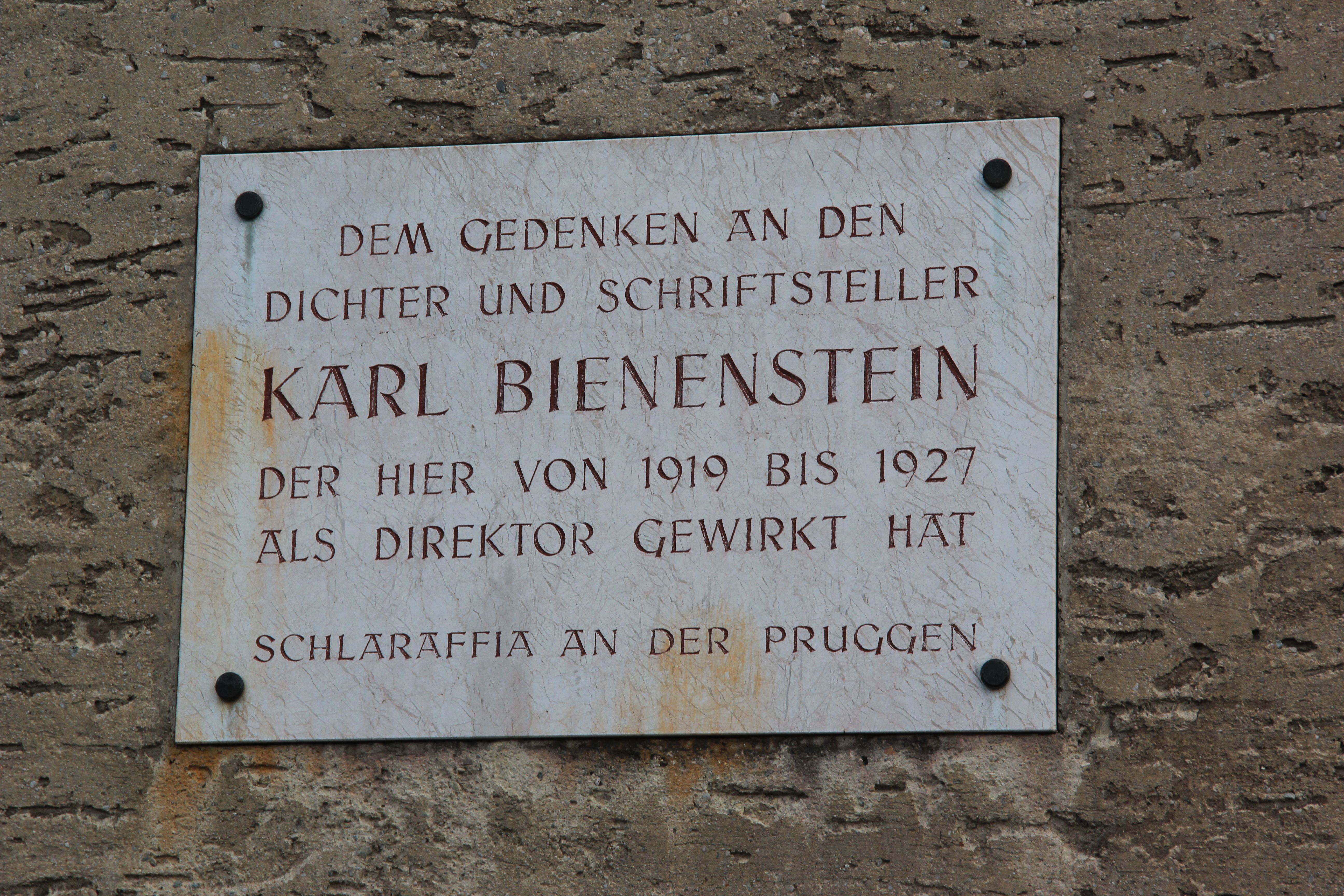
Gedenktafel in Bruck an der Mur

Karl Bienenstein (* 1. November 1869 in Wieselburg; † 1. Februar 1927 in Bruck an der Mur) war ein österreichischer deutschnationaler Dichter, Erzähler und Schriftsteller.

## Leben
Karl Bienenstein wurde in Wieselburg an der Erlauf in Niederösterreich geboren. Er besuchte das Lehrerseminar in St. Pölten und wirkte als Lehrer an verschiedenen Orten Niederösterreichs. Im Sommer 1904 übersiedelte Bienenstein in die untersteirische Stadt Marburg, (heute Maribor, Slowenien) wo er zunächst ab 29. August 1904 als Fachlehrer unterrichtete, jedoch bald zum Bürgerschuldirektor befördert wurde.
Nach dem Umsturz wurde Bienenstein, wie fast alle deutschen Lehrer, von der Nationalregierung SHS in Laibach/Ljubljana zum 1. April 1919 aus dem Schuldienst entlassen und mangels Erwerbsmöglichkeit zur Abwanderung gezwungen. Er optierte für Österreich und bekam zum 29. August 1919 eine Anstellung als Bürgerschuldirektor in Bruck an der Mur. Zum Schulrat ernannt, lebte und wirkte Karl Bienenstein bis zu seinem frühen Tod 1927 in dieser steirischen Stadt.
Neben seinen beruflichen und schriftstellerischen Tätigkeiten schrieb Karl Bienenstein auch Buchbesprechungen und Kurzerzählungen für diverse Zeitungen. Einen Namen machte sich der gute Bekannte Peter Roseggers vor allem als realistisch- naturverbundener Erzähler. Bienensteins Nachlass befindet sich im Literaturarchiv der Österreichischen Nationalbibliothek.
Am 29. Oktober 1969 wurde er an der Fassade der damaligen Mädchenhauptschule in Bruck/Mur eine Gedenktafel für Bienenstein enthüllt. Kurze Zeit später folgte eine weitere Gedenktafel am Geburtshaus Bienensteins in Wieselburg.

## Werke
- Aus tiefstem Herzen, Gedichte, 1893 (Digitalisat)
- Kunst und Volk, Essays, 1893
- Gedichte, 1895
- Feindschaften, Lebensbilder aus den österreichischen Voralpen, 1896
- Dialektdichtung der deutsch-österreichischen Alpen, 1897
- Die Heimatscholle, Volksstück, 1897
- Aus Traum und Sehnsucht, Gedichte, 1898 (Digitalisat)
- Idealisten, Zwei Geschichten von kleinen Beamten, 1903
- Unter der Märchentanne, Märchen, 1906
- Der Weltverdruß, Novellen, 1908
- Maria am Weg, Novellen, 1908
- Wenn Berge wandern, Novellen, 1908
- Vor hundert Jahren, Erlebnisse eines Wiener Freiwilligen 1809, 1908
- Wildwuchs, Erzählungen, 1908
- Die Toten im Eise, Novellen, 1909
- Ein Gerechter, Volksstück, 1909
- Drei Humoresken, 1910
- Waldgeschichten, 1910
- Der Einzige auf der weiten Welt, Roman, 1911
- Die Leute vom Hochstein, Erzählung, 1911
- Deutsches Sehnen und Kämpfen, Roman, 1912
- Die drei Getreuen, Humoresken, 1912
- Deutsches Blut, Erzählung, 1913
- Wo Menschen Frieden finden, Roman, 1913
- Im Schiffmeisterhause, Roman, Grethlein, Leipzig 1913
- Das Hasenglöckerl, Humoresken, 1915
- Gärender Wein, Roman, 1917
- Unter der Karfunkelsonne, Märchen, 1917
- Seelen, die heimgefunden, Novellen, 1918
- Das Wunder der heiligen Cäcilia, in Liebesmären, 1919
- Der schwarze Stein, Erzählung, 1919
- Die Worte der Erlösung, Roman, 1922
- Die Eisenherren, Roman, 1922
- Heimat, Roman, 1923
- Das Lied der Höhen, Roman, 1923
- Der Admiral der Donau, Roman, 1924
- Daxlhofers kritischer Tag, 1924
- Der wiedererstandene Acker, Roman, 1925
- Der Fuchsbergerhof, Roman, 1927

### Für die Jugend bearbeitet
- Münchhausens Reisen und Abenteuer, 1922
- Till Eulenspiegel, 1922

### Im Nachlass
- Verlorene Heimat, Roman
- Pflicht, Roman

## Auszeichnungen und Ehrungen
In Mureck ist der Karl Bienenstein-Weg nach ihm benannt.